# Anisodes stigmatilinea
Anisodes stigmatilinea là một loài bướm đêm trong họ Geometridae.